# Barbula trichomanoides
Barbula trichomanoides är en bladmossart som beskrevs av Brotherus och Iishiba 1932. Barbula trichomanoides ingår i släktet neonmossor, och familjen Pottiaceae. Inga underarter finns listade i Catalogue of Life.